# آمبر اسمیت
آمبر اسمیت (انگلیسی: Amber Smith؛ زادهٔ ۲ مارس ۱۹۷۱) یک هنرپیشه اهل ایالات متحده آمریکا است.
او در فیلم‌های باوفا و قسمت‌های خصوصی بازی کرده‌است.